# Lisbon (város, Maine)
Lisbon város az Amerikai Egyesült Államok Maine államában, Androscoggin megyében. Lakosainak száma 9711 fő (2020. április 1.).

## Népesség
A település népességének változása:

| 2010 | 9 009 |
| 2020 | 9 711 |